# 鹽屋站 (香川縣)
鹽屋站（日语：／ Shioya eki */?）是位於日本香川縣高松市，屬於高松琴平電氣鐵道（琴電）志度線的鐵路車站，車站編號為S12。此站為無人車站。

## 車站結構

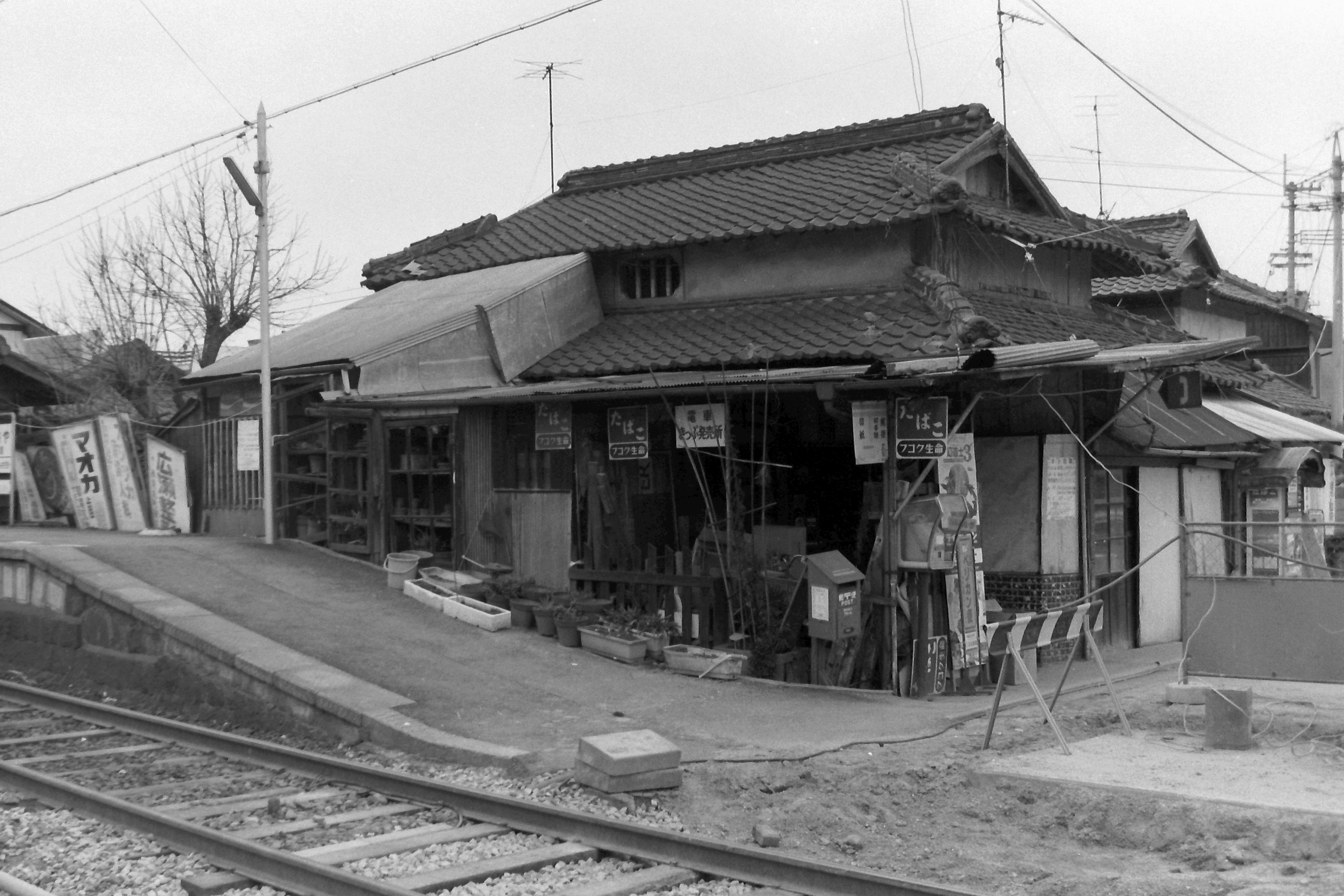
1988年建於斜道旁、已棄置的民房。

本站採用簡易車站模式運作，沒有設置站房，只在靠向房前站一方的月台末端設有一個作為無障礙斜道的出入口。後來因改善及加闊原有斜道工程，把旁邊原用作出售車票且早已棄置的商店民房拆去。

### 月台配置
站內設有側式月台1座，月台長度較一般的為長，有約55米，可容許一列3輛編成的列車停靠。斜道盡頭起建有長約10米的有蓋候車亭，亭內放置了候車長櫈、簡易式自助售票機及1對應出、入站專用IC卡感應器。而在候車亭旁及斜道後方的位置則加建了1座男女共用的洗手間。列車停靠時往瓦町方向為右側上落，往志度方向為左側上落。
| 路線     | 方向 | 目的地       | 備註 |
| -------- | ---- | ------------ | ---- |
| ■ 志度線 | 上行 | 瓦町方向     |      |
| ■ 志度線 | 下行 | 琴電志度方向 |      |

## 歷史
- 1911年11月18日：隨東讚電氣軌道今橋站～志度站開通而開業[1]。
- 1945年1月26日：被指為不要不急線，包括本站在內、由八栗至志度一段路段休止。
- 1949年10月9日：重新投入服務。

## 使用狀況
根據國土交通省所發表的「國土數值情報」，本站的使用量是志度線中第二最少的，以琴電全部車站統計的話，亦排於尾三的位置，只比鄰站房前站及長尾線的井戶站為多，惟每日使用人次仍能超過100人次。
| 1日上落人數推斷 | 1日上落人數推斷 |
| 年度            | 1日平均人數     |
| --------------- | --------------- |
| 2011            | 114             |
| 2012            | 114             |
| 2013            | 125             |
| 2014            | 125             |
| 2015            | 139             |
| 2016            | 143             |
| 2017            | 141             |
| 2018            | 127             |
| 2019            | 125             |
| 2020            | 95              |
| 2021            | 95              |
| 2022            | 125             |

## 相鄰車站
高松琴平電氣鐵道（琴電）
■志度線
八栗新道 (S11) - 鹽屋 (S12) - 房前 (S13)

## 外部連結
- 高松琴平電鐵鹽屋站資訊 （页面存档备份，存于）（日語）